# SYM DD 50
Il SYM DD 50 (chiamato anche come SYM Jolie o City Trek o in alcuni mercati come Super Pure) è uno scooter prodotto dal 2002 dalla casa motociclistica taiwanese SYM.

## Descrizione
Il DD50 è uno scooter con motore da 49 cm³, dotato di una trasmissione automatica a variazione, con accensione kick starter. Insieme al tachimetro analogico, la strumentazione è composta dall'indicatore del livello del carburante e un indicatore di livello dell'olio (nel motore a due tempi). Il serbatoio del carburante ha una capacità di 6,1 litri. Il DD50 pesa a secco 80 kg. Il freno anteriore è a disco idraulico, mentre al posteriore c'è un tamburo. È presente un vano sottosella per riporre il casco.